# EMC Symmetrix

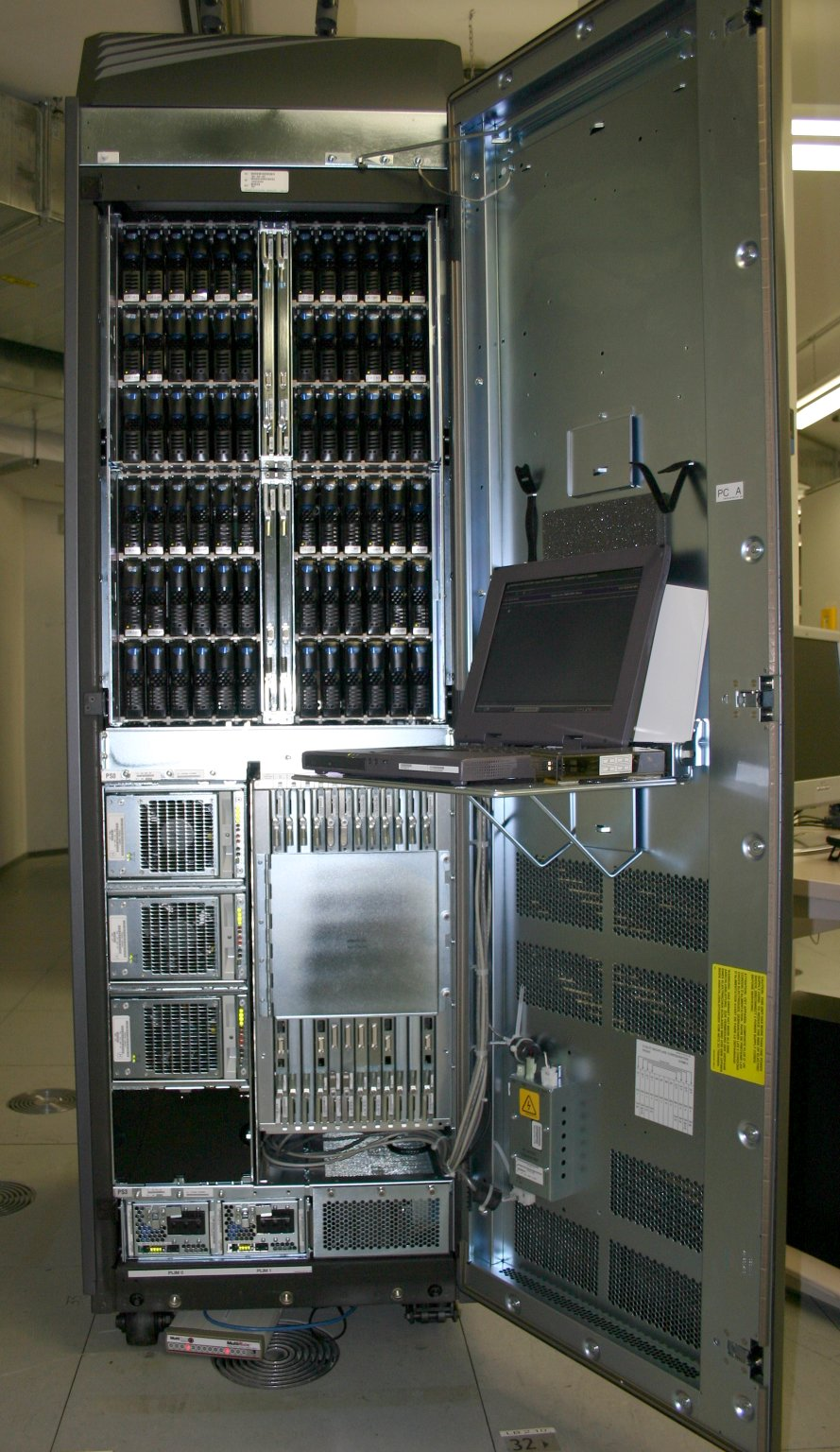
Symmetrix DMX1000

EMC Symmetrix est le nom d'une gamme de contrôleurs disques pour grands systèmes informatiques, développée et commercialisée par la société EMC Corporation.

## Historique
Il y a eu 6 générations de matériel Symmetrix, la première est apparue en 1994 et la dernière a été introduite en 2006.
Les premières générations étaient basées sur ESCON et SCSI, mais la gamme Symmetrix est surtout utilisée en environnement SAN en protocole Fibre Channel.
Les Symmetrix ont surtout innové en proposant des fonctionnalités avancées comme le disque miroir et SRDF qui permet de recopier les données entre deux contrôleurs distants.
Le DMX1000 peut gérer jusqu'à 144 disques de 73 ou 146 Go, le DMX2000 jusqu'à 288 disques, le DMX3000 jusqu'à 576 disques.
La haut de gamme de dernière génération est le DMX-3 qui peut gérer jusqu'à 2400 disques jusqu'à 500 Go, une taille de cache jusqu'à 500 Go et 64 canaux d'entrée/sortie de 2 Gbit/s.
Le DMX-3 se compose en fait d'un module system (1 rack complet) composé de contrôleurs disques, cache, carte d'accès frond-end et de module disques (240 disques par module). On peut rajouter 4 modules à gauche et à droite du module system. L'accès à ces modules est fait par des "boucles" appelées Quadrants qui "traversent" la moitié des modules disques. Ainsi dans une configuration complète (1 module system, 8 modules disques), on dispose de 4 quadrants. Les types disques peuvent aller du 73 Go 10 000 tr/min au 500 Go 7 200 tr/min en technologie Fiber Channel. Le DMX-3 ne supporte pas les disques SATA.
La dernière génération de Symmetrix est représentée par le DMX-4 : une baie high-end "full 4 Gbit/s", supportant les disques Fiber Channel (idem DMX-3), SATA II (750 Go et 1 To) et les disques flash Solid State Drive (SSD) de 73 Go, voire 146 Go.
Les derniers niveaux de microcode (5772) permettent de faire du Virtual Provisioning (surallocation de volumétrie).

## Comparatif des plateformes
|                                       | Symmetrix VMAX                              | Symmetrix VMAX SE                          | Symmetrix DMX-4                            | Symmetrix DMX-4 950                        |
| ------------------------------------- | ------------------------------------------- | ------------------------------------------ | ------------------------------------------ | ------------------------------------------ |
| Nombre maximum de disques             | 2400                                        | 360                                        | 2400                                       | 360                                        |
| Architecture                          | Virtual Matrix Architecture                 | Virtual Matrix Architecture                | Direct Matrix Architecture                 | Direct Matrix Architecture                 |
| Nombre maximum d'Integrated Directors | 6                                           | 2                                          | N/A                                        | N/A                                        |
| Types de connexions                   | FC, FICON, Gigabit Ethernet, iSCSI          | FC, FICON, Gigabit Ethernet, iSCSI         | FC, FICON, ESCON, Gigabit Ethernet, iSCSI  | FC, Gigabit Ethernet, iSCSI                |
| Connectivité maximum                  | jusqu'à 128 ports suivant type de connexion | jusqu'à 16 ports suivant type de connexion | jusqu'à 64 ports suivant type de connexion | jusqu'à 16 ports suivant type de connexion |
| Nombre maximum de ports SRDF          | 32 (FC or GbE SRDF ports)                   | 4 (FC or GbE SRDF ports)                   | 8 (GbE SRDF ports)                         | 8 (GbE SRDF ports)                         |